# Ulla Hinge Thomsen
Ulla Hinge Thomsen (født 6. august 1971) er en dansk forfatter, journalist og parterapeut. Hun er uddannet cand. mag. på Københavns Universitet, hvor hun læste Sprogpsykologiske metoder. Hun har endvidere en uddannelse i journalistik fra Danmarks Journalisthøjskole.Derudover er hun certificeret parterapeut og sexolog fra Løvendahls Akademi.
Før Ulla Hinge Thomsen startede sin karriere som forfatter, har hun arbejdet på en række danske magasiner som fx Magasinet Liv, Vores Børn og Vores Børn JUNIOR. Hun er endvidere en af initiativtagerne og skribent på bloggen Bogliv.dk, der anmelder skøn- og faglitteratur.